# Stadtbezirk 4 (Düsseldorf)
Der Stadtbezirk 4 ist einer von zehn Stadtbezirken der nordrhein-westfälischen Landeshauptstadt Düsseldorf. Er umfasst die linksrheinischen Stadtteile Oberkassel, Heerdt, Lörick und Niederkassel. Die Form der Stadtbezirke zur Gliederung der Stadt Düsseldorf wurde 1975 eingeführt. Der Sitz der Bezirksverwaltung befindet sich auf der Luegallee in Oberkassel.
Im Gegensatz zu anderen nordrhein-westfälischen Großstädten wie zum Beispiel Köln oder Duisburg verfügen die Stadtbezirke in Düsseldorf nicht über Eigennamen, sondern werden lediglich mit einer Ziffer bezeichnet.

## Beschreibung des Stadtbezirks
Der gesamte Stadtbezirk liegt als einziger linksrheinisch und ist durch drei Brücken (Rheinkniebrücke, Oberkasseler Brücke, Theodor-Heuss-Brücke) über den Rhein mit dem restlichen Stadtgebiet verbunden. Weite Teile von Niederkassel, Oberkassel und Lörick gelten als gehobene Wohngebiete, wobei die Straßen mit Rheinblick zu den teuersten Lagen der Landeshauptstadt gehören. Während Oberkassel weitgehend durch Blockrandbebauung geprägt ist, herrschen in Lörick und Niederkassel eher Ein- und Zweifamilienhäuser vor. In Oberkassel sind noch zahlreiche Gebäude aus der Gründerzeit vorhanden. Insgesamt ist der Stadtbezirk besonders bei Japanern als Wohnort beliebt, nicht zuletzt da sich hier die Japanische Schule Düsseldorf sowie das EKO-Haus, ein japanisches Kulturzentrum mit angeschlossener Tempelanlage, befinden.
Daneben bietet der Stadtbezirk zahlreiche Arbeitsplätze. In Heerdt, an der Grenze zu Neuss, liegen in der Nähe des Neusser Hafens zahlreiche Industrie- und Speditionsbetriebe. In Lörick bietet das Bürogebiet Seestern auf 450.000 Quadratmetern Bürofläche 10.000 Arbeitsplätze. Oberkassel wiederum ist als Standort für Freiberufler beliebt, dabei besonders unter Rechtsanwälten sowie Dienstleistern aus der Werbebranche. Große und bekannte Arbeitgeber im Stadtbezirk sind u. a. Vodafone (Deutschlandzentrale), Kamps, Teekanne sowie das Verlagszentrum um die Druckerei der Rheinischen Post.
Die Lage am Rhein, mit den Deichen und davorliegenden Wiesen bietet ein hohes Freizeitpotenzial für Jogger, Inlineskater, Radfahrer und Spaziergänger. Nennenswert ist das Freibad in Lörick.

## Geschichte

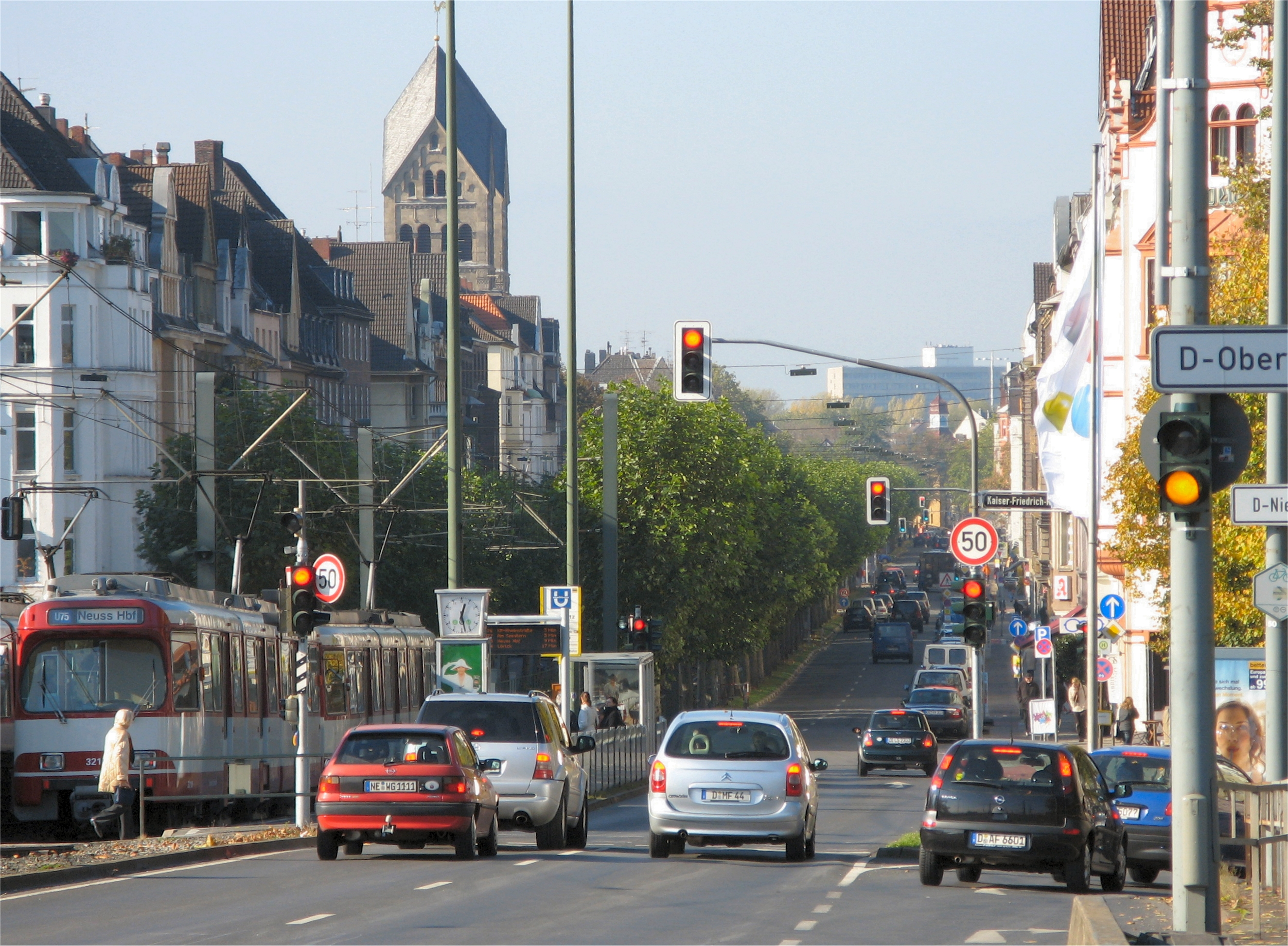
Luegallee

Das Gebiet des heutigen Stadtbezirks 4 entspricht im Wesentlichen dem der Landgemeinde Heerdt, die im 9. Jahrhundert erstmals urkundlich erwähnt wurde. Aufgrund der trennenden Funktion des Rheins und der politischen Zugehörigkeit zu Kurköln seit 1378 orientierte man sich eher am linksrheinischen Hinterland als an Düsseldorf. In der Antike gehörte das Gebiet zum Verwaltungsbereich der Colonia Claudia Ara Agrippinensium. Erst im 17. Jahrhundert begann die Expansion Düsseldorfs auf das linke Rheinufer. So erbaute Kurfürst Johann Wilhelm von der Pfalz (Jan Wellem) am Oberkasseler Rheinufer 1700 mit dem Fort Düsselburg einen Schutz für die Stadt Düsseldorf. Von 1794 bis 1813 beherrschten die Franzosen das Gebiet, das mit dem Frieden von Lunéville vom Heiligen Römischen Reich völkerrechtlich an Frankreich abgetreten worden war. Durch den Wiener Kongress fiel es 1815 an Preußen. Mit Beginn der preußischen Herrschaft wurde die Landgemeinde Heerdt 1815 dem Kreis Neuss zugeschlagen. 1854 wurde Oberkassel an die Bahnstrecke Aachen–Düsseldorf angeschlossen und ab 1898 entwickelte die Rheinische Bahngesellschaft den Wohnstandort Oberkassel.

## Politik
| Sitzverteilung in der Bezirksvertretung Stadtbezirk 4 Düsseldorf 2020Insgesamt 19 Sitze - Linke: 1 - SPD: 2 - Grüne: 5 - CDU: 8 - FDP: 2 - AfD: 1 Bezirksvertretungswahl 2020in Prozent %50403020100 42,325,313,310,93,02,82,3 CDUGrüneSPDFDPLinkeAfDSonst.Gewinne und Verlusteim Vergleich zu 2014 %p 14 12 10 8 6 4 2 0 −2 −4 −6 −8−10−12−3,7+12,4−10,8+0,6−0,9+2,8−0,6CDUGrüneSPDFDPLinkeAfDSonst. |